# Кирчанов, Александр Николаевич
Алекса́ндр Никола́евич Кирчанов (28 августа 1919 года, г. Томск, — 27 июля 1987 года, г. Кемерово) — советский живописец, народный художник РСФСР, член Союза художников СССР. Представитель старшего поколения в искусстве Кузбасса. Первым из кузбасских художников начал участвовать на всесоюзных и республиканских выставках, первым был принят в Союз художников СССР, первым был удостоен почетных званий Заслуженный художник РСФСР (1972) и Народный художник РСФСР (1984).

## Память в наши дни
Именем художника названа одна из улиц г. Кемерово, в его честь установлена мемориальная доска по адресу Советский просп., 71 на доме, где жил Кирчанов.